# 테힐라 블라드
테힐라 블라드(Tehilla Blad, 1995년 9월 5일 ~ )는 스웨덴의 배우, 가수, 발레리나이다.